# Makanda (Illinois)
Makanda é uma vila localizada no estado americano de Illinois, no Condado de Jackson.

Esta antiga cidade ferroviária no Sul do Illinois quase desapareceu nos anos 1960, até um grupo empresarial de hippies e artistas ter investido nela. Agora é uma comunidade de espíritos livres unida e em desenvolvimento, que aproveita a sua localização na entrada do Parque Estadual Giant City. O icónico Makanda Inn é a principal atracão turística da cidade, um hotel inclinado em madeira com design eco-friendly.

## Demografia
Segundo o censo americano de 2000, a sua população era de 419 habitantes.
Em 2006, foi estimada uma população de 413, um decréscimo de 6 (-1.4%).

## Geografia
De acordo com o United States Census Bureau tem uma área de
11,2 km², dos quais 11,2 km² cobertos por terra e 0,0 km² cobertos por água. Makanda localiza-se a aproximadamente 136 m acima do nível do mar.

## Localidades na vizinhança
O diagrama seguinte representa as localidades num raio de 20 km ao redor de Makanda.